# ジョウト順のポケモン一覧
ジョウト順のポケモン一覧（ジョウトじゅんのポケモンいちらん）では、ポケットモンスターシリーズに登場する1025種類のポケモンのうち、『ポケットモンスター 金・銀』および『ポケットモンスター クリスタルバージョン』におけるジョウト地方のポケモン図鑑に登場する251種類と、『ポケットモンスター ハートゴールド・ソウルシルバー』で追加された5種類をジョウト図鑑の番号順に列記する。
『ハートゴールド・ソウルシルバー』では、『金・銀・クリスタル』の「しんがたずかんモード」の順番を基に、メガヤンマ（ヤンヤンマの進化形）、エテボース（エイパムの進化形）、ベロベルト（ベロリンガの進化形）、モジャンボ（モンジャラの進化形）、マンムー（イノムーの進化形）が加わり、全256種類となっている。

## 一覧
下記ナンバーは、『ハートゴールド・ソウルシルバー』のものである。（『金・銀・クリスタル』にはジョウト図鑑のナンバーが存在しない）
なお、*マークの付いたポケモンは『ハートゴールド・ソウルシルバー』で追加されたポケモンである。
1. チコリータ
2. ベイリーフ
3. メガニウム
4. ヒノアラシ
5. マグマラシ
6. バクフーン
7. ワニノコ
8. アリゲイツ
9. オーダイル
10. ポッポ
11. ピジョン
12. ピジョット
13. オニスズメ
14. オニドリル
15. ホーホー
16. ヨルノズク
17. コラッタ
18. ラッタ
19. オタチ
20. オオタチ
21. ピチュー
22. ピカチュウ
23. ライチュウ
24. キャタピー
25. トランセル
26. バタフリー
27. ビードル
28. コクーン
29. スピアー
30. レディバ
31. レディアン
32. イトマル
33. アリアドス
34. イシツブテ
35. ゴローン
36. ゴローニャ
37. ズバット
38. ゴルバット
39. クロバット
40. ピィ
41. ピッピ
42. ピクシー
43. ププリン
44. プリン
45. プクリン
46. トゲピー
47. トゲチック
48. サンド
49. サンドパン
50. アーボ
51. アーボック
52. ノコッチ
53. メリープ
54. モココ
55. デンリュウ
56. ウパー
57. ヌオー
58. ゴース
59. ゴースト
60. ゲンガー
61. アンノーン
62. イワーク
63. ハガネール
64. マダツボミ
65. ウツドン
66. ウツボット
67. ハネッコ
68. ポポッコ
69. ワタッコ
70. パラス
71. パラセクト
72. ニョロモ
73. ニョロゾ
74. ニョロボン
75. ニョロトノ
76. コイキング
77. ギャラドス
78. トサキント
79. アズマオウ
80. ヤドン
81. ヤドラン
82. ヤドキング
83. ナゾノクサ
84. クサイハナ
85. ラフレシア
86. キレイハナ
87. スリープ
88. スリーパー
89. ケーシィ
90. ユンゲラー
91. フーディン
92. メタモン
93. クヌギダマ
94. フォレトス
95. ニドラン♀
96. ニドリーナ
97. ニドクイン
98. ニドラン♂
99. ニドリーノ
100. ニドキング
101. ヤンヤンマ
102. メガヤンマ*
103. ヒマナッツ
104. キマワリ
105. タマタマ
106. ナッシー
107. ウソッキー
108. ソーナンス
109. コンパン
110. モルフォン
111. ストライク
112. ハッサム
113. カイロス
114. ヘラクロス
115. ドガース
116. マタドガス
117. ベトベター
118. ベトベトン
119. コイル
120. レアコイル
121. ビリリダマ
122. マルマイン
123. エイパム
124. エテボース*
125. ブルー
126. グランブル
127. ロコン
128. キュウコン
129. ガーディ
130. ウインディ
131. オドシシ
132. マリル
133. マリルリ
134. ディグダ
135. ダグトリオ
136. マンキー
137. オコリザル
138. ニャース
139. ペルシアン
140. コダック
141. ゴルダック
142. ワンリキー
143. ゴーリキー
144. カイリキー
145. バルキー
146. サワムラー
147. エビワラー
148. カポエラー
149. キリンリキ
150. ケンタロス
151. ミルタンク
152. ブビィ
153. ブーバー
154. ムチュール
155. ルージュラ
156. エレキッド
157. エレブー
158. バリヤード
159. ドーブル
160. カモネギ
161. ネイティ
162. ネイティオ
163. ハリーセン
164. メノクラゲ
165. ドククラゲ
166. クラブ
167. キングラー
168. ツボツボ
169. ヒトデマン
170. スターミー
171. シェルダー
172. パルシェン
173. サニーゴ
174. テッポウオ
175. オクタン
176. チョンチー
177. ランターン
178. パウワウ
179. ジュゴン
180. ベロリンガ
181. ベロベルト*
182. モンジャラ
183. モジャンボ*
184. イーブイ
185. シャワーズ
186. サンダース
187. ブースター
188. エーフィ
189. ブラッキー
190. タッツー
191. シードラ
192. キングドラ
193. グライガー
194. デリバード
195. ウリムー
196. イノムー
197. マンムー*
198. ヒメグマ
199. リングマ
200. ゴマゾウ
201. ドンファン
202. マンタイン
203. エアームド
204. ドードー
205. ドードリオ
206. ポニータ
207. ギャロップ
208. カラカラ
209. ガラガラ
210. ガルーラ
211. サイホーン
212. サイドン
213. ヤミカラス
214. デルビル
215. ヘルガー
216. マグマッグ
217. マグカルゴ
218. ニューラ
219. ムウマ
220. ポリゴン
221. ポリゴン2
222. ラッキー
223. ハピナス
224. ラプラス
225. オムナイト
226. オムスター
227. カブト
228. カブトプス
229. プテラ
230. カビゴン
231. フシギダネ
232. フシギソウ
233. フシギバナ
234. ヒトカゲ
235. リザード
236. リザードン
237. ゼニガメ
238. カメール
239. カメックス
240. フリーザー
241. サンダー
242. ファイヤー
243. ライコウ
244. エンテイ
245. スイクン
246. ミニリュウ
247. ハクリュー
248. カイリュー
249. ヨーギラス
250. サナギラス
251. バンギラス
252. ルギア
253. ホウオウ
254. ミュウツー
255. ミュウ
256. セレビィ